# 桃園市政府青年事務局
桃園市政府青年事務局，桃園市政府所屬的一級機關，位於桃園市中壢區，主要負責青年創業事務專門機構，於2015年4月1日成立。

## 外部連結
- 桃園市政府青年事務局 （页面存档备份，存于）（中文）